# Gymnocalycium ×heidiae
Gymnocalycium ×heidiae ist eine natürliche Arthybride in der Gattung Gymnocalycium aus der Familie der Kakteengewächse (Cactaceae). Ihre Eltern sind Gymnocalycium rosae sowie eine weitere, unbekannte Gymnocalycium-Art. Das Artepitheton heidiae ehrt Heidi Neuhuber (* 1965).

## Beschreibung
Gymnocalycium ×heidiae wächst einzeln mit hell graugrünen, kugelförmigen Trieben, die bei Durchmessern von bis zu 10 Zentimetern Wuchshöhen von 3 bis 5 Zentimeter erreichen. Es wird eine dicke, bis zu 10 Zentimeter lange Pfahlwurzel ausgebildet. Die neun bis elf Rippen sind in flache Höcker gegliedert. Ein einzelner Mitteldorn ist gelegentlich bei älteren Pflanzen vorhanden. Die sieben (selten fünf bis neun) dünnen, geraden und abstehenden oder mehr oder weniger dicht am Trieb anliegenden Randdornen sind gelb bis hellbraun bis dunkelbraun und 6 bis 12 Millimeter lang.
Die glockenförmigen, kurz und breit trichterförmigen Blüten sind weißlich, hellrosa, rot, violett oder orange. Sie erreichen eine Länge von 4,5 bis 7,3 Zentimeter und einen Durchmesser von 3,3 bis 6 Zentimeter. Die spindelförmigen Früchte sind graugrün bis blaugrün bereift und weisen eine Länge von 1,7 bis 2,5 Zentimeter und einen Durchmesser von 0,9 bis 1,2 Zentimeter (selten bis 2 Zentimeter) auf.

## Verbreitung und Systematik
Gymnocalycium ×heidiae ist in der argentinischen Provinz Catamarca verbreitet. 
Die Erstbeschreibung erfolgte 1999 durch Gert Josef Albert Neuhuber.

## Nachweise